# 希芒卡

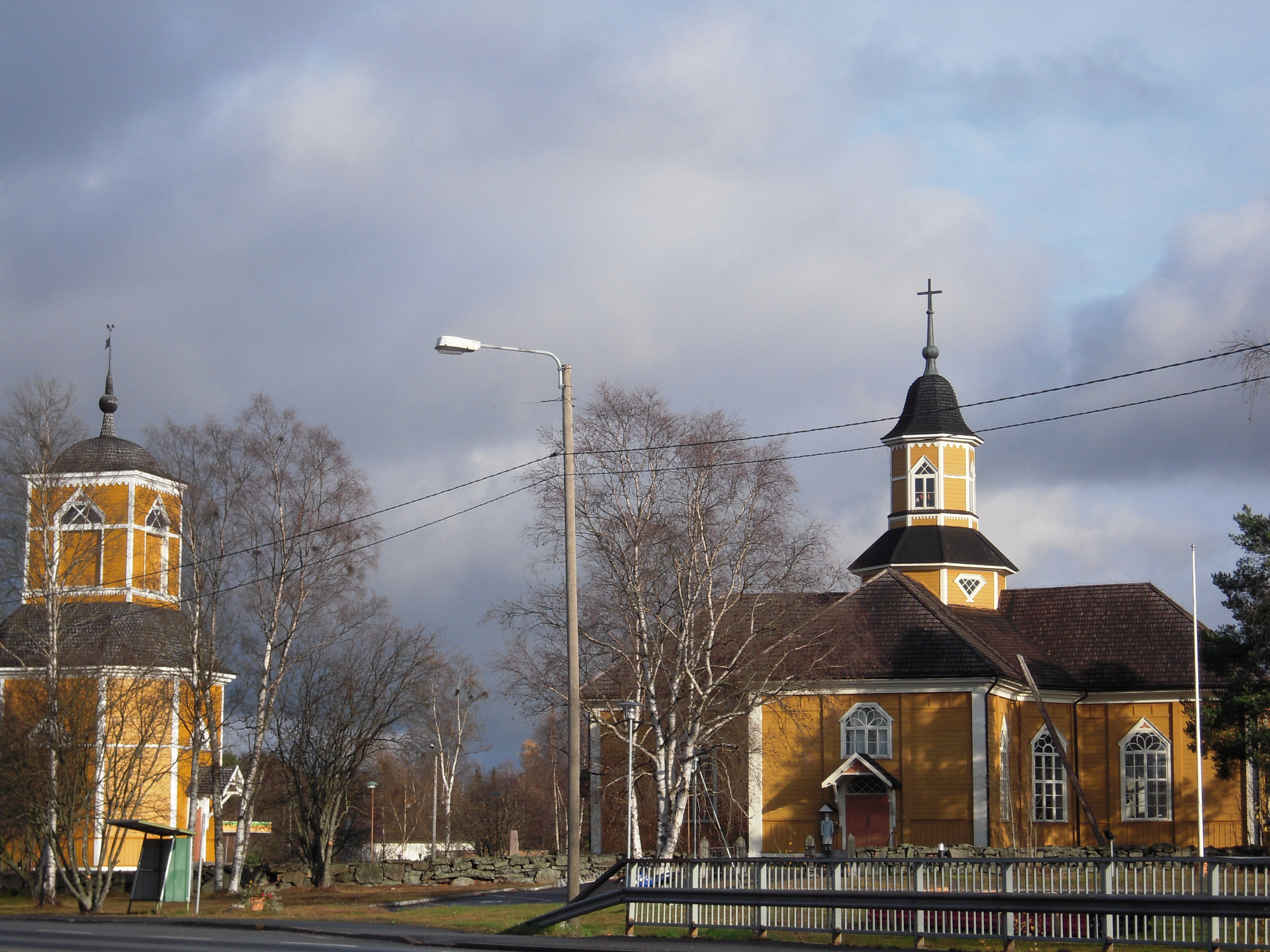
希芒卡教堂及钟楼

希芒卡（芬蘭語：Himanka）是原属芬蘭中波赫扬马区的旧市鎮。始建於1868年，面積650平方公里，2009年人口3,023，人口密度為每平方公里11.87人。2010年1月1日并入卡拉約基市，从而成为北波赫扬马区的一部分。

## 外部連結
- 卡拉约基市官方网站 （页面存档备份，存于） （文） （英文） （俄文）